# NGC 7478
NGC 7478 је спирална галаксија у сазвежђу Рибе која се налази на NGC листи објеката дубоког неба.
Деклинација објекта је + 2° 34' 39" а ректасцензија 23h 4m 56,5s. Привидна величина (магнитуда) објекта NGC 7478 износи 15,1 а фотографска магнитуда 16,0. NGC 7478 је још познат и под ознакама KUG 2302+023, PGC 70418.